# Campos Belos
Campos Belos is een gemeente in de Braziliaanse deelstaat Goiás. De gemeente telt 19.166 inwoners (schatting 2009).